# Nikolai Ivanovici Buharin
Nikolai Ivanovici Buharin (în limba rusă: Николай Иванович Бухарин, n. 27 septembrie 1888 (S.N. 9 octombrie) – d. 13 martie 1938) a fost un intelectual rus, revoluționar bolșevic și important om politic sovietic.

## Biografie
Buharin s-a născut la Moscova într-o familie de învățători. Viața politică și-a început-o la șaisprezece ani, când, împreună cu prietenul său Ilia Ehrenburg, a participat la acțiuni studențești în Universitatea din Moscova pentru sprijinirea Revoluției ruse din 1905.
Buharin a aderat în 1906 la Partidul Social Democrat al Muncii din Rusia, ca membru al aripii bolșevice. Împreună cu Grigori Sokolnikov, a organizat în 1907 la Moscova Conferința națională a tineretului, considerată momentul înființării organizației tineretului bolșevic, Komsomolul.
La vârsta de 20 de ani, a devenit membru al comitetului de partid al orașului Moscova. Comitetul însă era puternic infiltrat de agenți ai poliției secrete țariste, Ohrana. Deoarece a avut o poziție importantă în partid, Buharin a început să fie urmărit îndeaproape. În acea perioadă s-a apropiat mult de N. Osinski, Vladimir Mihailovici Smirnov și Nadejda Mihailovna Lukina, sora lui Nikolai Lukin, care avea să-i devină soție. Cei doi s-au căsătorit la scurt timp după ce Buharin a reușit să se exileze.
În 1911, după o detenție scurtă, Buharin a fost exilat la Onega, în oblastia Arhanghelsk, de unde a evadat și, curând, a ajuns în Hanovra. În exil, și-a continuat studiile, devenind unul dintre teoreticienii de frunte ai bolșevicilor. A început să se intereseze și de teoriile economice nemarxiste, între care a lui Alexandr Bogdanov. Buharin a scris mai multe cărți și a editat ziarul Novîi Mir (Lumea Nouă) în exil, împreună cu  Lev Troțki și Alexandra Kollontai. În primul război mondial, Buharin a scris o broșură despre imperialism, din care, mai târziu, Lenin a extras câteva idei pe care le-a dezvoltat în lucrarea mai cunoscută Imperialismul—cel mai înalt stadiu de dezvoltare al capitalismului.
După întoarcerea în Rusia, Buharin, devenit unul dintre cei mai importanți bolșevici din Moscova, a fost ales în Comitetul Central. După victoria Revoluției din Octombrie, Buharin a devenit și editor al ziarului de partid sovietic Pravda.
Buharin a condus opoziția comuniștilor de stânga față de Tratatul de la Brest-Litovsk, cerând continuarea participării Rusiei la război și transformarea lui în scânteia care avea să declanșeze revoluția proletară mondială.
În 1921, el și-a schimbat poziția și a acceptat politica lui Lenin, fiind inițiatorul și susținătorul Noii Politici Economice (NEP).A fost considerat ca principalul teoretician al Partidului bolșevic supranumit de Lenin și răsfățatul partidului. Unii istorici consideră că Lenin a avut dreptate în testamentul său cu remarca potrivit căreia Buharin nu a înțeles niciodată pe deplin marxismul și dialectica. După moartea lui Lenin, Buharin a devenit în 1924 membru plin al Biroului Politic al CC al PCUS și în 1926 președinte al Internaționalei Comuniste (Comintern).
După 1923, Buharin, perceput atunci ca șef al aripii de dreapta a partidului, a devenit un aliat al centriștilor din partid și al lui Stalin, alături de care a făcut parte din grupul de conducere a partidului, după ce Stalin a rupt alianța cu  Kamenev și Zinoviev. Buharin a fost cel care a conceput teoria „socialismul într-o singură țară”. Socialismul (în teoria marxistă acesta era considerată prima etapă de dezvoltare a comunismului) poate să se dezvolte într-o singură țară, chiar una slab dezvoltată, cum era Rusia. Noua teorie susținea că nu mai era nevoie de încurajarea revoluției în statele capitaliste, cât timp Rusia putea și avea să ajungă de una singură în socialism. Această teorie avea să devină dogmă distinctivă în cadrul ideologiei staliniste mult după moartea lui Buharin.
Când Buharin s-a opus colectivizării agriculturii, Stalin i-a atacat opiniile economice și politice și l-a forțat să renunțe la ele. Ca urmare, Buharin și-a pierdut poziția în Comintern în aprilie 1929 și a fost exclus din Biroul Politic în luna noiembrie 1929. Aliații lui Buharin din afara Rusiei, conduși de Jay Lovestone din Partidul Comunist din SUA, au fost de asemenea excluși din Comintern. Ei au format o alianță internațională numită Opoziția de Dreapta, conform termenului rusesc care îi definea pe Buharin și susținătorii lui.
Buharin a fost reabilitat de Stalin și numit în 1934 editor al ziarului Izvestia și a contribuit până în 1936 la elaborarea noii constituții sovietice. A fost arestat în 1937 sub acuzația de „conspirație pentru răsturnarea statului sovietic”. A fost judecat în martie 1938 în lotul celor din Procesul celor 21 în timpul marii epurări și a fost executat de NKVD prin împușcare.
Buharin a fost reabilitat în 1988 în era perestroicii lui Mihail Gorbaciov.
Vezi și: Partidul Comunist al Uniunii Sovietice